# 이정빈 (1539년)
이정빈 (李廷賓, 1539년 8월 18일 ~ 1592년 9월 7일)은 조선 중기의 왕족 출신 문신, 정치가이다. 아버지 이량의 실력으로 덕분에 알성문과에 급제하여 병조좌랑, 사간원정언을 거쳐 이조좌랑 등을 지냈으나 1563년(명종 18년) 7월 다시 사간원 정언에 임명되었다가 그 다음 8월 아버지 이량이 삭직되자 관직을 삭탈당했다. 1592년(선조 25년) 경기도 가평에 있다가 왜군에게 살해되었다. 
자(字)는 경관(景觀), 본관은 전주이고 효령대군 이보의 6대손이다. 심의겸, 심충겸, 인순왕후와는 서로 외사촌-고종사촌간이 된다.

## 생애
1539년(중종 34년) 8월 18일에 태어났으며 본관은 전주(全州)이고 자는 경관(景觀)이다. 효령대군 보의 6대손이고, 보성군 이합의 5대손이며, 여양군 이자겸의 증손자이자 증 전성군 이대의 손자로, 명종 때의 권신 이량(李樑)의 아들이다. 어머니는 정부인 함안윤씨로 첨정 윤지청(尹之淸)의 딸이며, 폐비 윤씨(제헌왕후)의 친정오빠 참판 윤구(尹遘)의 손녀딸이었다. 
부인은 증 정경부인 청주한씨로 사헌부감찰 한수(韓洙)의 딸이며 예종비 안순왕후의 친정아버지 한백륜의 4대손이다.
1561년(명종 16) 명종이 녹음대(綠陰臺)에 나아가 유생(儒生) 40명에게 강경 시험을 할 때 병과로 2등하였다.
1563년(명종 18) 유학(儒學)으로 그 해 5월의 알성문과(謁聖文科)에 갑과(甲科)로 장원 급제하였으나 이는 그 자신은 학문적 소양이 없었는데 아버지 이량이 시제(試題)를 미리 알고서 답을 대신 작성했다고 한다.
1563년(명종 18) 3월 성균관전적, 4월 병조좌랑, 6월 사간원정언을 거쳐, 그해 7월 과거 급제 4개월만에 이조좌랑(吏曹佐郞)이 되었다. 그러나 아버지 이량이 이조판서가 되자 상피제(相避制)에 따라 사간원정언으로 전직되었다. 이 때 이정빈은 자신의 후임으로 친구인 류영길(柳永吉)을 추천하였으나 박소립(朴素立) 등은 반대했다. 이어 대간의 심한 반발을 받았으나  오히려 이를 반대하던 대간 관원들이 대대적으로 삭직 및 외직으로 전출되었다. 1563년(명종 18) 7월 다시 사간원정언이 되었다가 봉훈랑이 되고 이조좌랑 지제교가 되었다.
그 뒤 1563년 8월 아버지가 심의겸, 기대항 등의 공격을 받고 삭직, 유배되자 그도 관직을 삭탈당하였다. 1591년(선조 24) 식년시(式年試) 진사시에 2등으로 합격한 아들 이명(李溟)의 입격 기록에 부친 전력에 봉훈랑(奉訓郞) 전 성균관전적(前成均館典籍)으로 된 것으로 보아 뒤에 다시 성균관 전적에 임명된 것으로 추정되나 성균관전적에 재임명된 시점은 알 수 없다. 1592년(선조 25) 임진왜란이 터지자 그해 9월 7일 경기도 가평군 산곡(山谷)에서 왜군에게 화를 입고 피살되었다. 후일 아들 이명과 이충이 대광보국숭록대부에 이르렀으므로 증 의정부영의정에 증직되었다.

### 사후
그가 살해되자 부인 청주한씨 역시 각식(却食)하다가 1592년(선조 25년) 11월 9일 사망했다. 
묘소는 경기도 양주군 구리면 아천리(현, 경기도 구리시 아천동 산9-4번지) 아치울마을 뒷산인 아차산(蛾嵯山) 곤좌(坤坐)에 안장되었으며, 후일 이민수의 묘는 그의 묘 위에 조성되었다. 묘 옆에는 묘비문이 있고, 묘비와 상석 옆에는 1984년 10월 후손들이 세운 신도비가 있고, 묘소 좌우로 문인석이 있다.
이민수, 이정빈의 묘소에서 오른쪽 50m 지점에 그의 아들 이충의 묘가 있다. 이충의 묘 오른쪽 위에는 손자 그의 손자이자 이충의 조카 이약(李若)의 묘가 있고, 그의 묘소 근처에는 이규빈(李奎賓)의 아들 이척의 묘가 있다. 인근의 또다른 전주이씨 이동현의 묘가 있는데 이동현은 세조의 서자 창원군의 11대손이다.

## 가족
- 할아버지 : 전성군 이대(全城君 李薱, 1488년 ∼ 1543년)
- 할머니 : 동래정씨, 정종보(鄭宗輔)의 딸
- 부 : 이량(李梁)
- 모 : 함안윤씨, 생몰년 미상, 윤지청의 딸, 성종의 계비 폐비윤씨의 조카손녀
- 계모 : 파평윤씨, 생몰년 미상, 윤지양(尹之讓)의 딸, 자녀 없음
- 서모 : 이름 미상, 아버지 이량의 첩, 서제 1명
  - 부인 : 청주한씨(? ~ 1592년 11월 9일)
    - 아들 : 이충(李沖, 1568년 ~ 1619년)
      - 손자 : 이민수(李敏樹, 1594년 ~ 1661년)

    - 아들 : 이명(李溟, 1570년 ~ 1648년)
    - 아들 : 이개(李漑)
    - 아들 : 이파
    - 사위 : 이성원
    - 사위 : 최엄

## 같이 보기
| - 이량 - 전성군 - 심의겸 - 인순왕후 - 심의겸 - 심충겸 - 심통원 - 윤원형 - 유영길 - 이기 - 효령대군 | - 율원군 - 보성군 - 한백륜 - 고경명 - 정사룡 - 이충 - 이명 |

## 참고 문헌
- 명종실록
- 대동야승
- 연려실기술
- 국조방목